# Burgstall Hammel
Der hochmittelalterliche Burgstall Hammel liegt über dem Neusäßer Ortsteil Hammel im Landkreis Augsburg in Bayerisch-Schwaben. Die Erdwerke der umfangreichen Burganlage lassen sich noch gut im Gelände verfolgen.

## Geschichte
Der „Hammelberg“ am Rand des heutigen Naturparks Augsburg-Westliche Wälder diente bereits während der Bronzezeit als Siedlungsplatz (Bodenfunde). Aus der Schmutter konnte unterhalb des Burgberges ein frühbronzezeitlicher Vollgriffdolch geborgen werden. Weitere Fundstücke belegen das Weiterbestehen der Siedlung von der Hallstatt- und Latène- bis in die römische Kaiserzeit. Nördlich der Siedlung befindet sich auf dem „Loderberg“ ein weiterer Burgstall, der im 20. Jahrhundert beim Bau eines Wasserhochbehälters weitgehend zerstört wurde.
Im 11. und 12. Jahrhundert trug der Hügel eine Burg eines Rittergeschlechtes namens „de Hamel“, das vermutlich im Dienste der Bischöfe von Augsburg stand. Das Lehen fiel aber bereits um die Mitte des 12. Jahrhunderts an das Bistum zurück. Gegen 1154 verlegten die Augustiner-Chorherren von Muttershofen ihr Kloster für kurze Zeit auf den Hügel, siedelten jedoch schon 1167 nach Heilig-Kreuz in Augsburg über. Seitdem ist der Burgplatz verlassen. Im 19. Jahrhundert wurde auf dem Plateau der Hauptburg  ein Begräbnisplatz für die Familie von Stetten eingerichtet. Dieses Geschlecht bewohnt seit dem frühen 18. Jahrhundert das Schloss unterhalb des Burgstalls.

## Beschreibung
Die Hammelburg liegt auf einem frei stehenden, heute bewaldeten Hügel über dem Ort. Die Anlage ist etwa 230 Meter lang. Im Süden wird der Kegel der Hauptburg durch einen Halsgraben von der Vorburg abgetrennt und durch einen dreiseitig umlaufenden Flankenwall geschützt. Östlich unterhalb liegt ein weiterer Wallzug auf einer Geländestufe.
Auf dem Vorburgplateau bezeichnet eine große, quadratische Grube den Standort eines Gebäudes. Im Norden und Westen sind Gräben zu erkennen, der westliche ist einem Wall vorgelagert. Im Inneren verläuft ein nicht zusammenhängender, winkeliger Quergraben.
Das Bayerische Landesamt für Denkmalpflege verzeichnet das Bodendenkmal als Siedlung der Bronze-, Hallstatt- und Latènezeit und mittelalterlicher Burgstall unter der Denkmalnummer D 7-7530-0056.